# Đức Long, Nho Quan
Đức Long là xã miền núi thuộc huyện Nho Quan, tỉnh Ninh Bình, Việt Nam.

## Địa lý
Xã Đức Long nằm ở phía Đông Bắc huyện Nho Quan, cách trung tâm thành phố Ninh Bình 24 km, có vị trí địa lý:
- Phía Đông giáp huyện Gia Viễn
- Phía Tây giáp xã Lạc Vân
- Phía Nam giáp huyện Gia Viễn và xã Thượng Hòa qua sông Hoàng Long
- Phía Bắc giáp xã Gia Tường.

Xã Đức Long có diện tích là 10,59 km², dân số năm 2019 là 5.399 người, mật độ dân số đạt 510 người/km².
Đây là xã nằm bên sông Bôi, tức thượng nguồn sông Hoàng Long. Xã này nằm trên Quốc lộ 37C (nâng cấp tỉnh lộ 477, 479) nối từ ngã ba Gián Khẩu (Quốc lộ 1A) qua thị trấn Me đến Ngã ba Chạ sang Hòa Bình.

## Hành chính
Xã Đức Long được chia thành 12 thôn: Cao Thắng, Cổ Định, Hiền Quan 1, Hiền Quan 2, Nho Phong, Phú Cường, Phú Thinh, Thống Nhất, Sơn Lũy 1, Sơn Lũy 2, Thần Luỹ 1, Thần Luỹ 2

## Lịch sử
Ngày 27 tháng 12 năm 1975, Quốc hội ban hành Nghị quyết về việc hợp nhất tỉnh Ninh Bình và tỉnh Nam Hà thành tỉnh Hà Nam Ninh và xã Đức Long thuộc huyện Nho Quan, tỉnh Hà Nam Ninh.
Ngày 27 tháng 4 năm 1977, Hội đồng Chính phủ ban hành Quyết định 125-CP về việc hợp nhất huyện Nho Quan với huyện Gia Viễn thành huyện Hoàng Long và xã Đức Long thuộc huyện Hoàng Long, tỉnh Hà Nam Ninh.
Ngày 9 tháng 4 năm 1981, Hội đồng Chính phủ ban hành Quyết định 151-CP về việc chia huyện Hoàng Long thành huyện Gia Viễn và huyện Hoàng Long và xã Đức Long thuộc huyện Hoàng Long.
Ngày 26 tháng 12 năm 1991, Quốc hội ban hành Nghị quyết về việc chia tỉnh Hà Nam Ninh thành hai tỉnh Nam Hà và Ninh Bình và xã Đức Long thuộc huyện Hoàng Long, tỉnh Ninh Bình.
Ngày 23 tháng 11 năm 1993, Chính phủ ban hành Nghị định số 88-CP về việc chuyển xã Đức Long thuộc huyện Hoàng Long về huyện Nho Quan mới đổi tên quản lý.